# Wazakhwa (huyện)
Waza Khwa là một huyện thuộc tỉnh Paktika, Afghanistan. Dân số thời điểm năm 1999 là 20,825 người.